# Condado de Kisii

El condado de Kisii es un condado en la antigua provincia de Nyanza en el suroeste de Kenia. Su capital y ciudad más grande es Kisii. El condado está habitado principalmente por el pueblo Gusii.